# Luca Langoni
Luca Langoni, né le 9 février 2003 à Gregorio de Laferrère en Argentine, est un footballeur argentin qui joue au poste d'attaquant au Revolution de la Nouvelle-Angleterre.

## Biographie

### Boca Juniors
Né à Gregorio de Laferrère en Argentine, Luca Langoni est formé par Boca Juniors, qu'il rejoint à l'âge de sept ans. Il évolue dans toutes les catégories de jeunes du club jusqu'à atteindre l'équipe première, et le 28 janvier 2022 il signe son premier contrat professionnel avec le club. Langoni fait ses débuts en équipe première le 20 juin 2022, contre le Barracas Central, où son équipe l'emporte par trois buts à un.
Le 28 août 2022, Langoni inscrit ses deux premiers buts en professionnel, lors d'un match de championnat face à l'Atlético Tucumán. Entré en jeu alors que son équipe est menée d'un but, il marque par deux fois, ce qui permet à Boca de l'emporter (1-2 score final),.
Le jeune attaquant se montre de nouveau décisif en championnat le 20 octobre 2021 contre le Gimnasia La Plata en inscrivant le but de la victoire, permettant à son équipe d'être toujours dans la course au titre, à une journée de la fin,.
Il est sacré Champion d'Argentine en 2022,.
Langoni joue son premier match de Copa Libertadores le 7 avril 2023, face au Monagas SC. Il est titularisé et les deux équipes se neutralisent (0-0 score final).

### Revolution de la Nouvelle-Angleterre
Le 2 août 2024, Luca Langoni rejoint les États-Unis en signant avec le Revolution de la Nouvelle-Angleterre pour un contrat courant jusqu'en décembre 2027, avec une année en option. Le transfert est estimé à 7 millions de dollars, ce qui constitue un record pour le club de MLS,.

## Palmarès
Boca Juniors
- Champion d'Argentine
  - 2022.